# Centro Cultural Zacatelco
El Centro Cultural Zacatelco (oficialmente: Centro Cultural ITC Zacatelco) es una institución pública localizada en la ciudad de Zacatelco en el estado mexicano de Tlaxcala, es sede de la Secretaría de Cultura y Turismo. Se encuentra ubicado en la parte posterior del Palacio municipal, frente a la Carretera Federal Puebla-Tlaxcala.

## Historia
La construcción del complejo que aloja el Centro Cultural Zacatelco dio comienzo en los años 1800, siendo en un principio un cuartel militar.
Tras haber acabado su funcionamiento principal, el edificio estuvo abandonado por varios años. El 20 de marzo de 1990, el Instituto Tlaxcalteca de la Cultura rescató el inmueble para instaurarlo como una edificación cultural.
La sala de exposiciones principal cuenta con 19.51 metros cuadrados, en el que se imparten talleres, conferencias, exposiciones de artes, presentaciones de libros, así como clases de instrumentos musicales.
En 2013 registro un promedio mensual de visitantes de 60 personas lo que sumó en el mismo año un total de 720 personas. Como parte de la red de cultura, el Centro Cultural de Zacatelco es sufragáneo del Instituto Tlaxcalteca de Cultura (ITC).